# オキシブプロカイン
オキシブプロカイン（Oxybuprocaine）は、米国ではbenoxinate（BNX）とも呼ばれるエステル型の局所麻酔薬で、特に眼科や耳鼻科で使用される。
妊娠・授乳中の使用に関する安全性は確立していない。

## 効能・効果
0.4％製剤
- 眼科領域における表面麻酔[2]

0.05％製剤
- 分泌性流涙症[3]

耳鼻咽喉科においては、診断や小手術時の鼻孔・咽頭の粘膜の麻酔に用いられる。
気管支鏡検査等では、気管支粘膜の麻酔に用いられる。

## 副作用
重大な副作用としては、ショック、アナフィラキシーが知られている。
目や粘膜に使用される他の局所麻酔薬（テトラカイン、プロキシメタカイン、プロパラカイン等）と同様に、過剰な使用は刺激、過敏症、アナフィラキシー、不可逆的な角膜損傷、角膜の完全な破壊を引き起こす可能性がある。
1. ↑  1日に数回、数日から数週間に亘っての使用

## 薬物動態
投与から30-50秒で麻酔作用が現れ、灌流状態にもよるが約10-30分持続する。血漿および肝臓のブチリルコリンエステラーゼによって代謝される。

## 相互作用
銀塩や水銀塩、塩基性物質とは配合禁忌である。また、スルホンアミド系抗菌剤の抗菌作用を低下させる。

## 参考資料
1. ↑  “KEGG DRUG: オキシブプロカイン塩酸塩”. www.genome.jp. 2021年9月4日閲覧。
2. 1 2  “ベノキシール点眼液0.4％ 添付文書”. www.info.pmda.go.jp. 2022年3月12日閲覧。
3. 1 2  “ラクリミン点眼液0.05％ 添付文書”. www.info.pmda.go.jp. 2022年3月12日閲覧。
4. 1 2 3 4   (ドイツ語) Austria-Codex (2007/2008 ed.). Vienna: Österreichischer Apothekerverlag. (2007). ISBN 978-3-85200-181-4
5. ↑  Drugs.com: Minims Oxybuprocaine Hydrochloride 0.4%
6. ↑  “Toxicities of topical ophthalmic anesthetics”. Expert Opinion on Drug Safety 6 (6):  637–40. (November 2007). doi:10.1517/14740338.6.6.637. PMID 17967152.